# Salmon fishing in the Yemen
Salmon fishing in the Yemen (en español Un amor imposible o Amor imposible en Hispanoamérica y alternativamente La pesca del salmón en Yemen o La pesca de salmón en Yemen en España) es una película británica de comedia romántica y dramática de 2011, dirigida por Lasse Hallström y protagonizada por Emily Blunt, Ewan McGregor y Kristin Scott Thomas. El guion es de Simon Beaufoy, basado en la novela homónima de Paul Torday. El rodaje comenzó el 6 de agosto de 2010 y fue filmada durante nueve semanas en Londres, Escocia y Marruecos. La película se estrenó en el Festival de Cine de Toronto de 2011.

## Sinopsis
Fred Jones (Ewan McGregor) es un experto miembro del Centro Nacional para el Fomento de la Piscicultura y tiene síndrome de Asperger. Cuando la consultora Harriet Chetwode-Talbot (Emily Blunt), que representa a un acaudalado jeque yemenita (Amr Waked), pide ayuda para cumplir con la visión del jeque de introducir la pesca del salmón en el país desértico de Yemen, Fred rechaza la idea como inviable. Sin embargo, la secretaria de prensa del primer ministro, Patricia Maxwell (Kristin Scott Thomas), la acoge como una historia de «buena voluntad» de cooperación angloárabe para distraer a los votantes de las malas noticias en desarrollo sobre Afganistán y presiona a Fred para que trabaje con Harriet y el jeque para poner en marcha el proyecto. Poco a poco empieza a creer en la búsqueda del jeque. Alejado de su esposa para quien su carrera lo es todo, Fred se enamora de Harriet, cuyo novio, Robert (Tom Mison), acaba de desaparecer en combate. Después de que Fred le declara su amor a Harriet, Robert regresa vivo, por lo que debe elegir entre los dos hombres. Los peces son liberados y el proyecto parece dar buenos resultados, pero es saboteado por los militantes locales, quienes destruyen el salmón. Pero cuando Fred ve que algunos peces han sobrevivido, recobra su fe y Harriet se une a él para cumplir con la visión del jeque.

## Reparto
- Ewan McGregor como Alfred Jones.
- Emily Blunt como Harriet Chetwode-Talbot.
- Kristin Scott Thomas como Patricia Maxwell.
- Amr Waked como jeque Muhammad.
- Catherine Steadman como Ashley.
- Tom Mison como Robert Mayers.
- Steven Blake como ministro de gobierno.
- Waleed Akhtar como Essad.
- Pippa Andre como interno.
- Simone Liebman como turista.
- James Cutting como periodista.
- Wadah Almaqtari como miembro de la tribu.
- Mohammed Awadh como miembro de la tribu.
- Hamza Saeed como miembro de la tribu.
- Wail Hajar como miembro de la tribu.
- Hamish Gray como Malcolm.
- Abdul Alhumikani como miembro de la tribu.

## Rodaje
Las escenas ambientadas en Yemen se rodaron en Uarzazat en la cordillera Atlas de Marruecos. La escena del restaurante en Londres se rodó en la Torre Oxo, mientras que la Casa Ardverikie fue usada como la casa del jeque en Escocia.

## Taquilla
La película abrió en 18 salas en los Estados Unidos el 9 de marzo de 2012, recaudando $225.000 en los tres días del fin de semana. La película se expandió a 483 salas a finales de marzo, cuando se recaudó más de 3 millones de dólares.
A junio de 2012, la película recaudó $9 047 981 en los Estados Unidos, junto con $25 516 670 en otros territorios, para un total mundial de $34 564 651.

## Respuesta de la crítica
La película recibió críticas mixtas. En Rotten Tomatoes, la película mantiene un índice positivo del 68% basado en 131 comentarios y una calificación promedio de 6.2/10. También tiene una puntuación de 58 en Metacritic basado en 35 comentarios.